# Vitas Matuzas
Vitas Matuzas (ur. 10 lipca 1959 w miejscowości Beinorava w rejonie radziwiliskim) – litewski polityk, inżynier, poseł na Sejm Republiki Litewskiej, burmistrz Poniewieża.

## Życiorys
W 1982 ukończył studia w Instytucie Politechnicznym w Kownie, specjalizując się w zakresie elektroniki. Początkowo pracował jako starszy majster w fabryce Ekranas w Poniewieżu. Od 1989 był zastępcą dyrektora spółdzielni, a w latach 1991–1997 pełnił funkcję dyrektora spółki Elitas.
W wyborach 1997, 2000, 2002 i 2007 uzyskiwał mandat radnego Poniewieża. Od 1997 do 2000 zajmował stanowisko mera tego miasta. W 2000 został zastępcą burmistrza, w tym samym roku z ramienia Związku Ojczyzny (do którego wstąpił w 1996) wybrano go do Sejmu. W 2003 złożył mandat deputowanego, ponownie obejmując urząd mera Poniewieża, który utrzymał także po wyborach samorządowych w 2007 i sprawował do 2008.
W wyborach parlamentarnych w 2008 po raz drugi wszedł do Sejmu jako kandydat z listy partyjnej TS-LKD. W 2012 nie uzyskał reelekcji.

## Odznaczenia
- Medal Rady Bałtyckiej – 2003[2]